# A magyar női labdarúgó-válogatott 2013. április 17-i mérkőzése
Előző mérkőzés - Következő mérkőzés
A magyar női labdarúgó-válogatott barátságos mérkőzése Szlovénia ellen. A magyar csapat 4–1-es győzelmet aratott.

## Előzmények
| „             | Minden mérkőzésnek óriási jelentősége van, függetlenül attól, hogy éppen barátságos mérkőzésen lépünk pályára. Kulcsjátékosaink hiányoznak, ezért öt újoncot is meghívtam az együttesbe, mindenki előtt adott a lehetőség, hogy bizonyítsa, számíthatunk rájuk a világbajnoki selejtezőkön is. Ezen a meccsen nem az eredmény a mérvadó, de szeretnénk győzni, és úgy gondolom, kulcsemberek távollétben is esélyesként lépünk pályára a találkozón. | ” |
| – Vágó Attila | |   |

## Keretek
| Szlovénia | Szlovénia | Szlovénia | Szlovénia |
| Név       | Kor       | Vál./Gól  | Klub      |
| --------- | --------- | --------- | --------- |

| Magyarország         | Magyarország | Magyarország | Magyarország     |
| Név                  | Kor          | Vál./Gól     | Klub             |
| -------------------- | ------------ | ------------ | ---------------- |
| Szőcs Réka           | 23 éves      | 37 / 0       | MTK Hungária     |
| Németh Júlia         | 21 éves      | 2 / 0        | Ferencvárosi TC  |
| Szeitl Szilvia       | 25 éves      | 42 / 0       | 1. FC Femina     |
| Tell Zsófia          | 21 éves      | 4 / 0        | MTK Hungária     |
| Gál Tímea            | 28 éves      | 48 / 0       | MTK Hungária     |
| Tálosi Szabina       | 24 éves      | 38 / 3       | FC Südburgenland |
| Szabó Viktória       | 15 éves      | 0 / 0        | Ferencvárosi TC  |
| Demeter Réka         | 21 éves      | 23 / 0       | MTK Hungária     |
| Szabó Zsuzsanna      | 22 éves      | 0 / 0        | MTK Hungária     |
| Dénes Dorottya       | 20 éves      | 0 / 0        | Hegyvidék SE     |
| Csiszár Henrietta    | 18 éves      | 14 / 2       | MTK Hungária     |
| Szabó Boglárka       | 20 éves      | 19 / 0       | Astra Hungary FC |
| Smuczer Angéla       | 31 éves      | 79 / 1       | MTK Hungária     |
| Zimányi Kovács Anikó | 21 éves      | 0 / 0        | Szegedi AK       |
| Palkovics Nóra       | 18 éves      | 0 / 0        | MTK Hungária     |
| Pádár Anita          | 34 éves      | 103 / 33     | MTK Hungária     |
| Sipos Lilla          | 20 éves      | 26 / 5       | Viktória FC      |
| Fogl Katalin         | 29 éves      | 23 / 3       | Astra Hungary FC |

 megjegyzés: Az adatok a mérkőzés napjának megfelelőek!

## Az összeállítások
| 2013. április 17. |

| Szlovénia      | 1 – 4   | Magyarország                                 |
| -------------- | ------- | -------------------------------------------- |
| Milenkovič 68' | (0 – 1) | Pádár 45' (11-esből) 57' Fogl 77' Tálosi 87' |

| Belatinc |

| Szlovénia | Magyarország |

| SZLOVÉNIA:           |                      |                      |           |           |           |           |
|                      |                      |                      |           |           |           |           |
| Szövetségi kapitány: | Szövetségi kapitány: | Szövetségi kapitány: | Damir Rob | Damir Rob | Damir Rob | Damir Rob |

| MAGYARORSZÁG:        |    |                      |             |
|                      |    |                      |             |
| K                    | 1  | Szőcs Réka           | 86'         |
| V                    | 9  | Szeitl Szilvia       | 76'         |
| V                    | 18 | Tálosi Szabina       |             |
| V                    | 17 | Demeter Réka         |             |
| V                    | 5  | Gál Tímea            | 62'         |
| VKP                  | 2  | Tell Zsófia          | a szünetben |
| VKP                  | 6  | Smuczer Angéla       |             |
| KP                   | 16 | Szabó Boglárka       | 58'         |
| KP                   | 3  | Csiszár Henrietta    |             |
| KP                   | 7  | Sipos Lilla          | 58'         |
| CS                   | 8  | Pádár Anita          | 76'         |
| Cserék:              |    |                      |             |
| K                    | 12 | Németh Júlia         | 86'         |
| V                    | ?  | Szabó Viktória       | 62'         |
| V                    | ?  | Szabó Zsuzsanna      | 76'         |
| KP                   | ?  | Palkovics Nóra       | a szünetben |
| KP                   | 14 | Dénes Dorottya       | 58'         |
| KP                   | 15 | Zimányi Kovács Anikó | 58'         |
| CS                   | ?  | Fogl Katalin         | 76'         |
| Szövetségi kapitány: |    |                      |             |
| Vágó Attila          |    |                      |             |

## A mérkőzés
| „             | Nagyon büszke vagyok a csapatra, le a kalappal minden játékos előtt, külön is gratulálok az öt újoncnak, akik nagyszerűen mutatkoztak be a válogatottban, bebizonyosodott, hogy bátran lehet a fiatalokhoz is nyúlni. Jókor szereztünk vezetést, és a második félidőben már akciógólokban is megmutatkozott a fölényünk. Teljesen megérdemelt a győzelmünk, a játék minden elemében felülmúltuk az ellenfelet, minden pályára lépő labdarúgónk szívvel-lélekkel küzdött, a csapat megmutatta, hogy legjobbjai nélkül is képes remek teljesítményre. Úgy gondolom, az ilyen apró sikerek viszik előrébb a női labdarúgást, és ez a csapat még sok örömet okozhat a következő években. Sportszerű gesztus a játékosok részéről, hogy a győzelmet a hiányzó kulcsembereknek, Zágor Bernadettnek, Jakabfi Zsanettnak és Vágó Fannynak ajánlották. | ” |
| – Vágó Attila | |   |

## Örökmérleg a mérkőzés után
| Magyarország | :         | Szlovénia |
| ------------ | --------- | --------- |
| 8            | Győzelem  | 0         |
| 2            | Döntetlen | 2         |
| 46           | Gólok     | 11        |
| 26/30        | Pontok    | 2/30      |
| 87           | %         | 7         |